# Deir el-Bahri

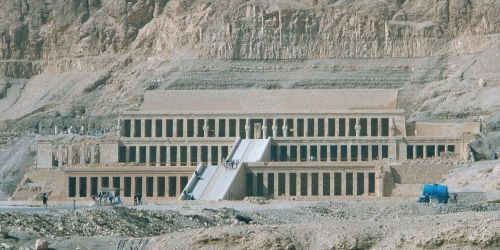
Templul reginei Hatşepsut, cea mai grandioasă construcție a ansamblului funerar

Deir el-Bahri (în arabă دير البحري dayr al-baḥrī însemnând literal "Mănăstirea din Nord") este denumirea unui complex de temple mortuare și morminte, localizat pe malul vestic al Nilului, în partea opusă orașului egiptean Luxor.
Primul monument construit aici a fost templul mortuar al lui Mentuhotep II.
Ulterior, Amenhotep I și Hatșepsut au extins construcțiile.

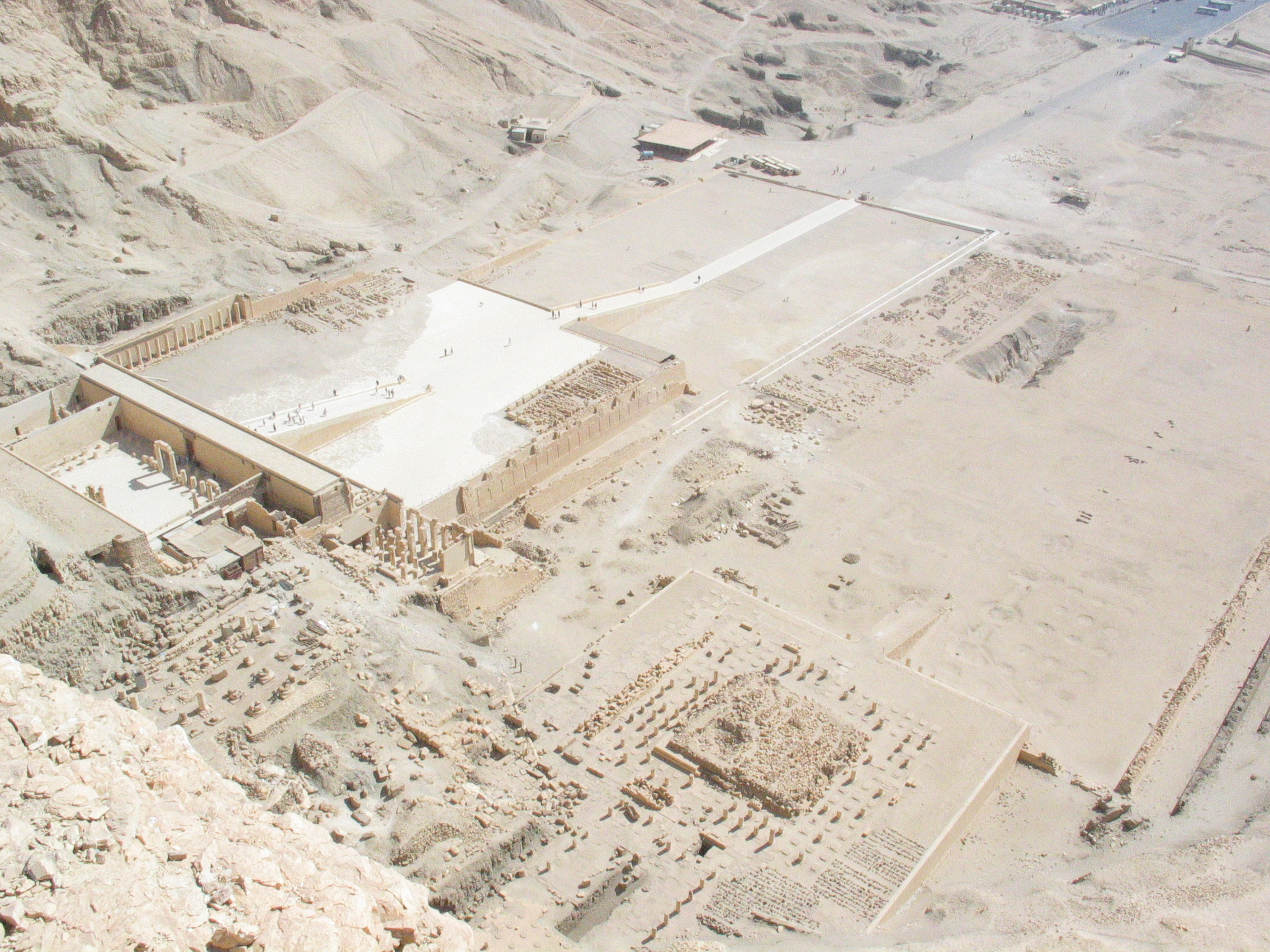
Ansamblul de la Deir el-Bahri: templul lui Hatşepsut la stânga, în centru cel al lui Tutmes al III-lea, iar la dreapta templul lui Mentuhotep II

## Templul funerar al lui Mentuhotep al II-lea
Mentuhotep II, faraon al celei de-a XI-a dinastii, care a reunificat Egiptul, construiește un complex funerar.
Partea principală o constituie templul, care este ridicat pe mai multe nivele în marele golf Deir el-Bahri.
La intrarea în templu se află o curte și o terasă pe care se află înalțată un fel de statuie ce reprezintă muntele primordial, ce a apărut din apele haosului în momentul creației lumii, conform mitologiei egiptene.
În partea estică a acestei curți, o deschizătură numita Bab el-Hosan ("Poarta călărețului") conduce printr-un pasaj subteran către mormântul ce conține statuia faraonului.

## Templul funerar al lui Hatșepsut

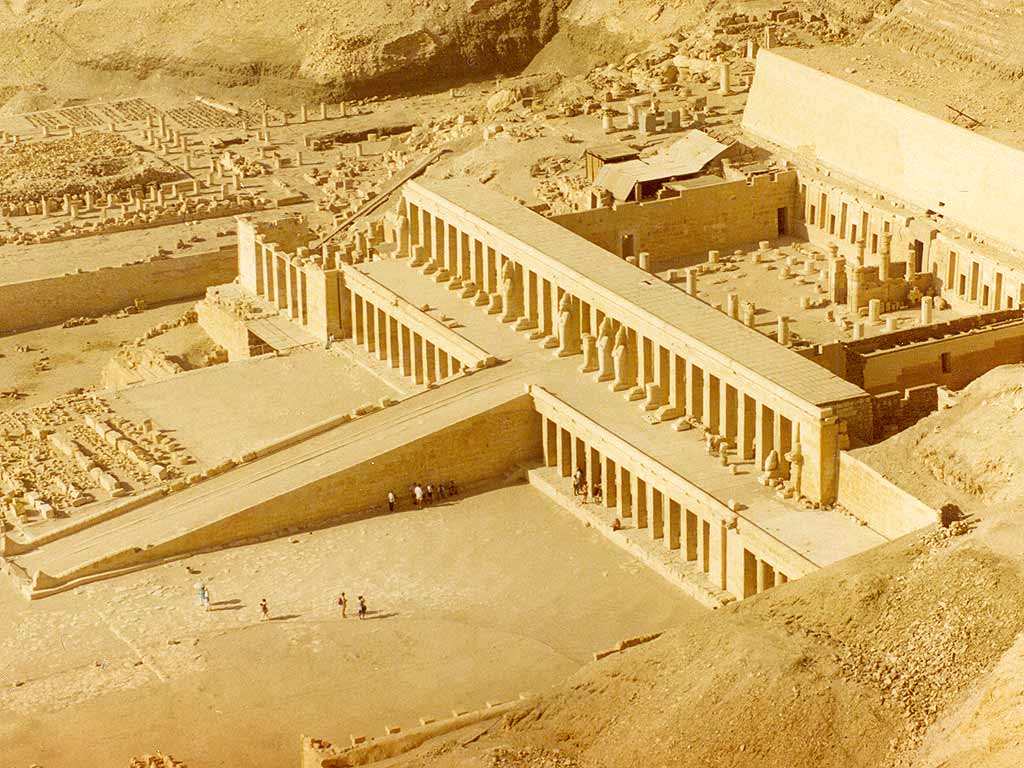
Templul reginei Hatşepsut

Cel mai important edificiu din complexul Deir el-Bahri este Djeser-Djeseru ("Cel mai sfânt dintre sfinți"), cum mai este numit templul funerar al lui Hatșepsut.
Este un edificiu susținut de mai multe coloane, proiectat de Senemut, consilier regal și arhitect.
Scopul îl constituie glorificarea reginei, dar și a zeului Ammon.

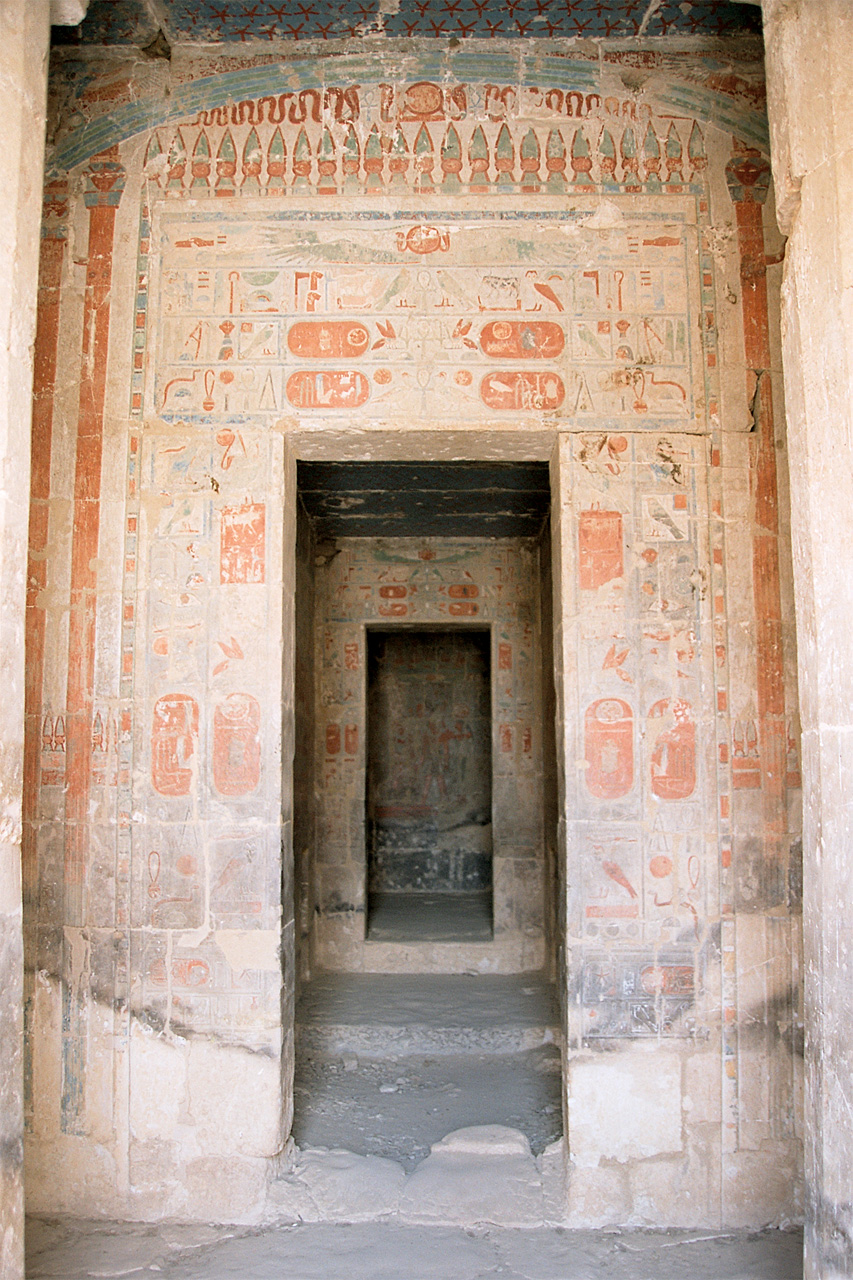
Intrarea în sanctuarul templului

## Templul lui Tutmes al III-lea
Acest templu, dedicat zeului Ammon, a fost descoperit abia în 1961.
În timpul unei alunecări de teren din perioada celei de-a XX-a dinastii, construcția a suferit importante avarii.
Ulterior, ruinele sale vor deveni sursă de materiale pentru construcții, iar pe lăcașul său se va amenaja un cimitir copt.